# NGC 4554
NGC 4554 est une entrée du New General Catalogue qui concerne un corps céleste perdu, ou inexistant dans la constellation de la Vierge. Cet objet a été enregistré par l'astronome allemand Wilhelm Tempel en 1882.